# Нижнеобский бассейновый округ

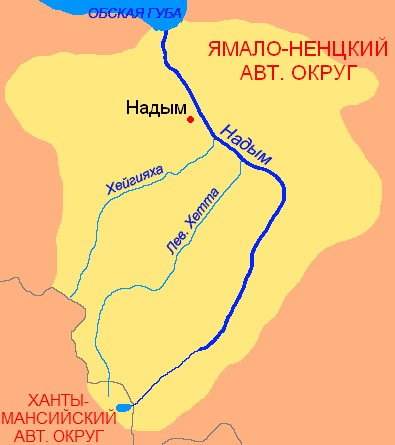
Бассейн реки Надым

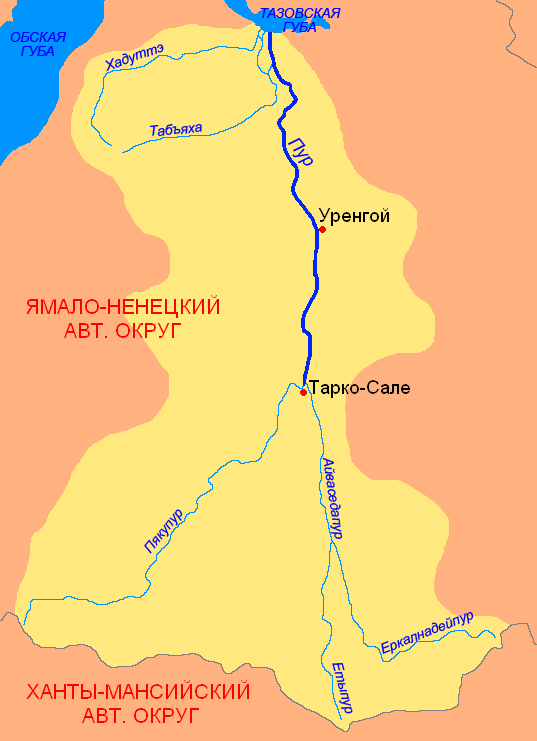
Бассейн реки Пур

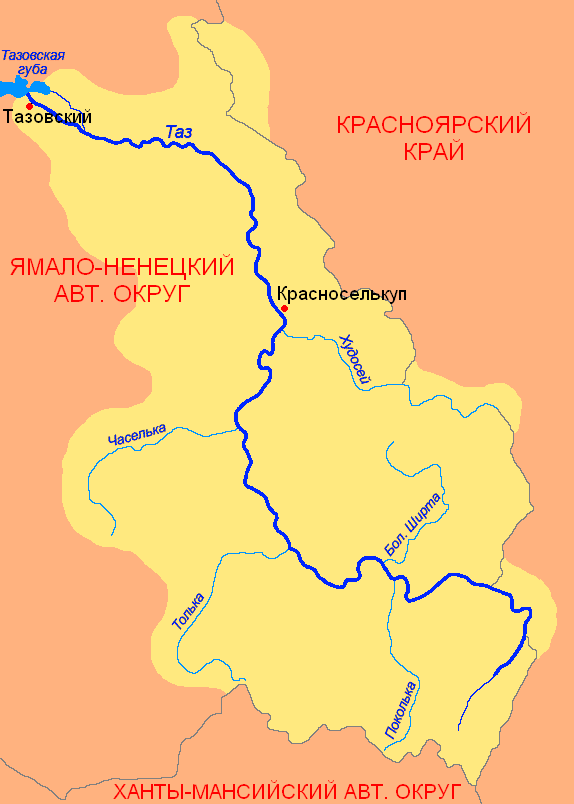
Бассейн реки Таз

Нижнеобский бассейновый округ — один из 20 бассейновых округов России (согласно ст.28 Водного Кодекса).
Появился в 2006 году с целью выделения особой области использования и охраны водных объектов рек бассейна Карского моря и связанных с ним подземных водных объектов.
Подразделы Нижнеобского бассейнового округа выделяются цифровым кодом 15.
Подразделяется на:
- 15.01 — Реки бассейна Карского моря междуречья Печоры и Оби
  - 15.01.00 — Реки бассейна Карского моря междуречья Печоры и Оби[1]
    - 15.01.00.001 — Реки бассейна Карского моря от западной границы бассейна р. Бол. Ою до мыса Скуратова

- 15.02 — (Нижняя) Обь от впадения Иртыша

- - 15.02.01 — Обь от Иртыша до впадения Северной Сосьвы[2]

- -     - 15.02.01.001 — Обь от впадения Иртыша до впадения р. Северная Сосьва

- - 15.02.002 — Северная Сосьва[3]

- -     - 15.02.02.001 — Северная Сосьва

- - 15.02.03 — Обь ниже впадения Северной Сосьвы[4]

- -     - 15.02.03.001 — Обь от впадения р. Северная Сосьва до г. Салехард
    - 15.02.03.002 — Обь от г. Салехард до устья
    - 15.02.03.003 — Реки западного участка бассейна Обской губы
    - 15.02.03.100 — Острова Карского моря в пределах внутренних морских вод и территориального моря РФ, прилегающего к береговой линии гидрографической единицы 15.02.03 (вкл. о-в Белый)

- 15.03 — Надым
  - 15.03.00 — Надым[5]

- - 15.03.00.001 — Надым

- 15.04 — Пур
  - 15.04.00 — Пур[6]

- -     - 15.04.00.001 — Пур
    - 15.04.00.002 — Реки бассейна Карского моря от восточной границы бассейна р. Надым до северо-западной границы бассейна р. Пур

- 15.05 — Таз

- - 15.05.00 — Таз[7]

- -     - 15.05.00.001 — Таз
    - 15.05.00.002 — Реки бассейна Карского моря от северо-восточной границы бассейна р. Таз до границы бассейна Енисейского залива
    - 15.05.00.100 — Острова Карского моря в пределах внутренних морских вод и территориального моря РФ, прилегающего к береговой линии гидрографической единицы 15.05.00 (включая о-ва Шокальского и Олений)